# Live at Blues Alley
Live at Blues Alley – album amerykańskiej wokalistki Evy Cassidy, wydany 23 września 1997 roku (rok po jej śmierci). Utwory zostały nagrane 2 i 3 stycznia 1996 roku w klubie Blues Alley (poza utworem 13, który został nagrany w studio).

## Lista utworów
| Nr  | Tytuł utworu                 | Autor                                        | Długość |
| --- | ---------------------------- | -------------------------------------------- | ------- |
| 1.  | „Cheek to Cheek”             | Irving Berlin                                | 4:03    |
| 2.  | „Stormy Monday”              | T-Bone Walker                                | 5:49    |
| 3.  | „Bridge Over Troubled Water” | Paul Simon                                   | 5:33    |
| 4.  | „Fine and Mellow”            | Billie Holiday                               | 4:03    |
| 5.  | „People Get Ready”           | Curtis Mayfield                              | 3:36    |
| 6.  | „Blue Skies”                 | Berlin                                       | 2:37    |
| 7.  | „Tall Trees in Georgia”      | Buffy Sainte-Marie                           | 4:05    |
| 8.  | „Fields of Gold”             | Sting                                        | 4:57    |
| 9.  | „Autumn Leaves”              | Joseph Kosma, Johnny Mercer, Jacques Prévert | 4:57    |
| 10. | „Honeysuckle Rose”           | Andy Razaf, Thomas "Fats" Waller             | 3:14    |
| 11. | „Take me to the River”       | Al Green, Mabon "Teenie" Hodges              | 3:51    |
| 12. | „What a Wonderful World”     | Bob Thiele, David Weiss                      | 5:50    |
| 13. | „Oh, Had I a Golder Thread”  | Pete Seeger                                  | 4:46    |
|     |                              |                                              | 57:21   |

## Wykonawcy
- Eva Cassidy - gitara akustyczna, gitara elektryczna
- Chris Biondo - gitara basowa
- Keith Grimes - gitara elektryczna
- Raice McLeod - perkusja
- Lenny "The Ringer" Williams - fortepian
- Hilton Felton - organy Hammonda

## Producenci
- Producenci: Eva Cassidy, Chris Biondo
- Inżynier dźwięku: Roy Battle
- Mastering: Robert Vosgien
- Zdjęcia: Larry Melton
- Grafika: Jeff Muller